# Liste der Kreisstraßen im Kreis Pinneberg
Die Liste der Kreisstraßen im Kreis Pinneberg ist eine Liste der Kreisstraßen im schleswig-holsteinischen Kreis Pinneberg. Auf der Insel Helgoland, die ebenfalls dem Kreis Pinneberg angehört, gibt es keine Kreisstraßen.

## Abkürzungen
- K: Kreisstraße
- L: Landesstraße

## Liste
Straßen und Straßenabschnitte, die unabhängig vom Grund (Herabstufung zu einer Gemeindestraße oder Höherstufung) keine Kreisstraßen mehr sind, werden kursiv dargestellt. Der Straßenverlauf wird in der Regel von Nord nach Süd und von West nach Ost angegeben.
| Nr.  | Verlauf                                                                                                  |
| ---- | --- |
| K 1  | L 106 in Pinneberg – Eggerstedt – L 103 in Waldenau-Datum                                                |
| K 2  | L 114 in Bokel – Lutzhorn – K 18 – L 75 in Barmstedt                                                     |
| K 5  | in Krupunder – Egenbüttel – L 99 – Dubenhorst – Bönningstedt – – Kreisgrenze – (K 107 im Kreis Segeberg) |
| K 6  | in Hasloh – Tangstedt – L 99 in Rellingen                                                                |
| K 7  | in Krupunder – Landesgrenze – (Hamburg)                                                                  |
| K 8  | L 261 in Haselau – L 261 in Haseldorf                                                                    |
| K 10 | in Elmshorn – K 23 – K 12 – L 110 – Bevern – L 195                                                       |
| K 11 | L 107 in Heidgraben – Uetersen – K 20 –                                                                  |
| K 12 | L 110 – Bullenkuhlen – K 10 – Seeth-Ekholt – K 21                                                        |
| K 13 | L 106 in Appen – L 105 in Etz                                                                            |
| K 15 | in Holm – L 105                                                                                          |
| K 18 | L 112/L 113 in Groß Offenseth – K 2                                                                      |
| K 19 | L 109 – Seestermühe – Neuendeich – L 108/L 289                                                           |
| K 20 | K 11 in Uetersen – L 107/L 111 in Tornesch                                                               |
| K 21 | / – K 12 – Oha – L 110 – Kummerfeld – L 75 in Pinneberg                                                  |
| K 22 | in Uetersen – Tornesch – L 107 – L 110                                                                   |
| K 23 | (K 34 im Kreis Steinburg) – Kreisgrenze – Elmshorn – L 75 – K 10 –                                       |
| K 24 | /L 76 in Quickborn-Heide – Kreisgrenze – (K 113 im Kreis Segeberg)                                       |